# Simbolo atanasiano

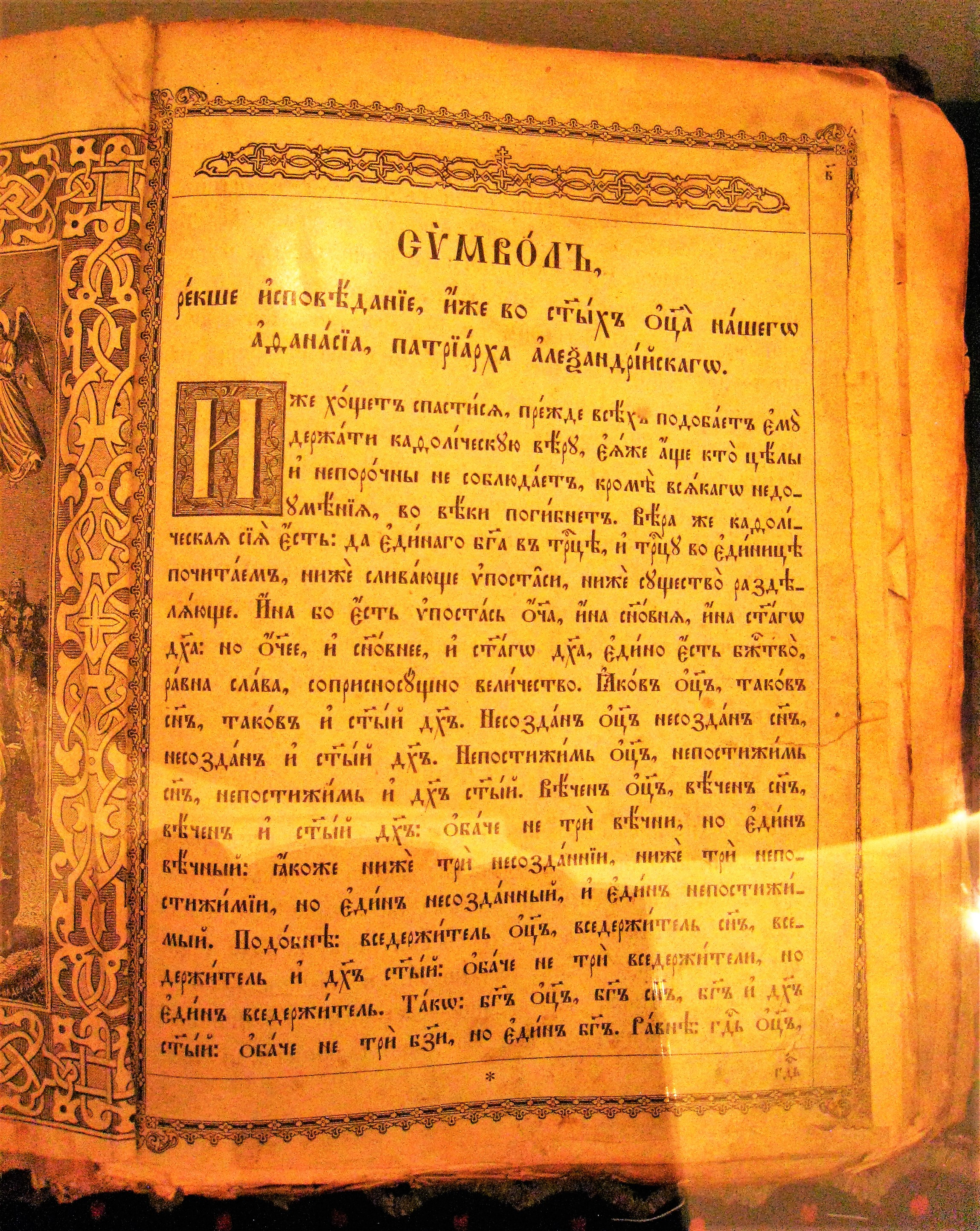
Un libro in antico slavo ecclesiastico mostra il simbolo atanasiano. Černihiv, Museo.

Il simbolo atanasiano (Quicumque vult) è un simbolo della fede che prende questo nome perché attribuito dalla tradizione cristiana al vescovo Atanasio di Alessandria (295-373). È significativo soprattutto per la dottrina trinitaria, che esso esprime in maniera forte per combattere l'arianesimo.
Nella liturgia della Chiesa occidentale era recitato nell'ufficio divino domenicale di prima. Nel rito ambrosiano, invece, viene usato come inno dell'Ufficio delle Letture, al posto del Te Deum, la domenica della Santissima Trinità; la Chiesa orientale, invece, non l'ha mai usato.
È stato tramandato in greco e in latino. La maggioranza dei critici ritiene che sia stato scritto originariamente in latino e non in greco; e non nel IV secolo, ma almeno un secolo più tardi. La teologia che ne traspare è molto vicina a quella di Ambrogio da Milano.

## Traduzione italiana
Chiunque voglia salvarsi, deve anzitutto possedere la fede cattolica:
colui che non la conserva integra ed inviolata perirà senza dubbio in eterno.
La fede cattolica è questa: che veneriamo un unico Dio nella Trinità e la Trinità nell'unità.
Senza confondere le persone, e senza separare la sostanza.
Una è infatti la persona del Padre, altra quella del Figlio, ed altra quella dello Spirito Santo.
Ma Padre, Figlio e Spirito Santo sono una sola divinità, con uguale gloria e coeterna maestà.
Quale è il Padre, tale è il Figlio, tale lo Spirito Santo.
Increato il Padre, increato il Figlio, increato lo Spirito Santo.
Immenso il Padre, immenso il Figlio, immenso lo Spirito Santo.
Eterno il Padre, eterno il Figlio, eterno lo Spirito Santo
E tuttavia non vi sono tre eterni, ma un solo eterno.
Come pure non vi sono tre increati, né tre immensi, ma un solo increato e un solo immenso.
Similmente è onnipotente il Padre, onnipotente il Figlio, onnipotente lo Spirito Santo.
E tuttavia non vi sono tre onnipotenti, ma un solo onnipotente.
Il Padre è Dio, il Figlio è Dio, lo Spirito Santo è Dio.
E tuttavia non vi sono tre Dei, ma un solo Dio.
Signore è il Padre, Signore è il Figlio, Signore è lo Spirito Santo.
E tuttavia non vi sono tre Signori, ma un solo Signore.
Poiché come la verità cristiana ci obbliga a confessare che ciascuna persona è singolarmente Dio e Signore: così la religione cattolica ci proibisce di parlare di tre Dei o Signori.
Il Padre non è stato fatto da alcuno: né creato, né generato.
Il Figlio è dal solo Padre: non fatto, né creato, ma generato.
Lo Spirito Santo è dal Padre e dal Figlio: non fatto, né creato, né generato, ma da essi procedente.
Vi è dunque un solo Padre, non tre Padri; un solo Figlio, non tre Figli; un solo Spirito Santo, non tre Spiriti Santi.
E in questa Trinità non v'è nulla che sia prima o dopo, nulla di maggiore o minore: ma tutte e tre le persone sono l'una all'altra coeterne e coeguali.
Cosicché in tutto, come già detto prima, va venerata l'unità nella Trinità e la Trinità nell'unità.
Chi dunque vuole salvarsi, pensi in tal modo della Trinità.
Ma per l'eterna salvezza è necessario credere fedelmente anche all'Incarnazione del Signore nostro Gesù Cristo.
La retta fede vuole, infatti, che crediamo e confessiamo che il Signore nostro Gesù Cristo, Figlio di Dio, è Dio e uomo.
È Dio, perché generato dalla sostanza del Padre fin dall'eternità; è uomo, perché nato nel tempo dalla sostanza della madre.
Perfetto Dio, perfetto uomo: sussistente dall'anima razionale e dalla carne umana.
Uguale al Padre secondo la divinità, inferiore al Padre secondo l'umanità.
E tuttavia, benché sia Dio e uomo, non è duplice, ma è un solo Cristo.
Uno solo, non per conversione della divinità in carne, ma per assunzione dell'umanità in Dio.
Totalmente uno, non per confusione di sostanze, ma per l'unità della persona.
Come infatti anima razionale e carne sono un solo uomo, così Dio e uomo sono un solo Cristo.
Che patì per la nostra salvezza, discese agli inferi, e il terzo giorno è risuscitato dai morti.
È salito al cielo, siede alla destra di Dio Padre onnipotente, e di nuovo verrà a giudicare i vivi e i morti.
Alla sua venuta tutti gli uomini dovranno risorgere con i loro corpi, e dovranno rendere conto delle proprie azioni.
Coloro che avranno fatto il bene andranno alla vita eterna; coloro, invece, che avranno fatto il male, nel fuoco eterno.
Questa è la fede cattolica, e non potrà essere salvo se non colui che l'abbraccerà fedelmente e fermamente.
Amen.

## Testo in latino
Quicumque vult salvus esse, ante omnia opus est, ut teneat catholicam fidem:
Quam nisi quisque integram inviolatamque servaverit, absque dubio in aeternam peribit.
Fides autem catholica haec est: ut unum Deum in Trinitate, et Trinitatem in unitate veneremur.
Neque confundentes personas, neque substantiam separantes.
Alia est enim persona Patris alia Filii, alia Spiritus Sancti:
Sed Patris, et Fili, et Spiritus Sancti una est divinitas, aequalis gloria, coeterna maiestas.
Qualis Pater, talis Filius, talis Spiritus Sanctus.
Increatus Pater, increatus Filius, increatus Spiritus Sanctus.
Immensus Pater, immensus Filius, immensus Spiritus Sanctus.
Aeternus Pater, aeternus Filius, aeternus Spiritus Sanctus.
Et tamen non tres aeterni, sed unus aeternus.
Sicut non tres increati, nec tres immensi, sed unus increatus, et unus immensus.
Similiter omnipotens Pater, omnipotens Filius, omnipotens Spiritus Sanctus.
Et tamen non tres omnipotentes, sed unus omnipotens.
Ita Deus Pater, Deus Filius, Deus Spiritus Sanctus.
Et tamen non tres dii, sed unus est Deus.
Ita Dominus Pater, Dominus Filius, Dominus Spiritus Sanctus.
Et tamen non tres Domini, sed unus est Dominus.
Quia, sicut singillatim unamquamque personam Deum ac Dominum
confiteri christiana veritate compelimur: ita tres Deos aut Dominos dicere catholica religione prohibemur.
Pater a nullo est factus: nec creatus, nec genitus.
Filius a Patre solo est: non factus, nec creatus, sed genitus.
Spiritus Sanctus a Patre et Filio: non factus, nec creatus, nec genitus, sed procedens.
Unus ergo Pater, non tres Patres: unus Filius, non tres Filii: unus Spiritus Sanctus, non tres Spiritus Sancti.
Et in hac Trinitate nihil prius aut posterius, nihil maius aut minus: sed totae tres personae coaeternae sibi sunt et coaequales.
Ita ut per omnia, sicut iam supra dictum est, et unitas in Trinitate, et Trinitas in unitate veneranda sit.
Qui vult ergo salvus esse, ita de Trinitate sentiat.
Sed necessarium est ad aeternam salutem, ut incarnationem quoque Domini nostri Iesu Christi fideliter credat.
Est ergo fides recta ut credamus et confiteamur, quia Dominus noster Iesus Christus, Dei Filius, Deus et homo est.
Deus est ex substantia Patris ante saecula genitus: et homo est ex substantia matris in saeculo natus.
Perfectus Deus, perfectus homo: ex anima rationali et humana carne subsistens.
Aequalis Patri secundum divinitatem: minor Patre secundum humanitatem.
Qui licet Deus sit et homo, non duo tamen, sed unus est Christus.
Unus autem non conversione divinitatis in carnem, sed assumptione humanitatis in Deum.
Unus omnino, non confusione substantiae, sed unitate personae.
Nam sicut anima rationalis et caro unus est homo: ita Deus et homo unus est Christus.
Qui passus est pro salute nostra: descendit ad inferos: tertia die resurrexit a mortuis.
Ascendit ad caelos, sedet ad dexteram Dei Patris omnipotentis: inde venturus est iudicare vivos et mortuos.
Ad cuius adventum omnes homines resurgere habent cum corporibus suis: et reddituri sunt de factis propriis rationem.
Et qui bona egerunt, ibunt in vitam aeternam: qui vero mala, in ignem aeternum.
Haec est fides catholica, quam nisi quisque fideliter firmiterque crediderit, salvus esse non poterit.
Amen.

## Attribuzione del testo
I critici non concordano sull'attribuzione:
- Germain Morin lo ritiene opera del VI secolo, probabilmente di Martino di Bracara;[2]
- Heinrich Brewer lo attribuisce ad Ambrogio;[3]
- Josef Stiglmayr lo ritiene di Fulgenzio di Ruspe;[4]
- Karl Künstle lo attribuisce a un vescovo spagnolo anti-priscillanista.[5]